# Guy Van Cauteren
Guy Van Cauteren (Berlare, 8 mei 1950 – Gent, 25 november 2020) was een Belgische kok. Hij was kok van restaurant 't Laurierblad in Berlare en werd bij het grote publiek bekend als tv-kok.
Van Cauteren groeide op in Berlare, waar zijn vader slager was. In 1979 opende hij naast de slagerij het restaurant 't Laurierblad, dat uiteindelijk twee Michelinsterren zou krijgen. In 1993 won hij op de kookwedstrijd Bocuse d'Or brons voor België. Tijdens zijn loopbaan werd hij ook een tv-gezicht. Hij was naast Herwig Van Hove te zien in het programma Krokant op de Vlaamse openbare omroep en werd tv-kok van lifestylezender Vitaya. Nadat zijn restaurant in 2013 sloot, stopte Van Cauteren met koken en ging hij in Knokke wonen.
Hij was voorzitter van de vereniging van Meesterkoks (2000-2004) en werd vicevoorzitter Vlaanderen Eurotoques (vanaf 1995). In 2008 was hij peter van de Week van de Smaak.
Van Cauteren stierf in 2020 aan de gevolgen van een slepende ziekte en COVID-19.
In 2019 verscheen het boek De kunst om te praten met volle mond, dat Van Cauteren samen met Stefaan Van Laere (hoofdredacteur van Horeca Magazine en Cook Magazine) schreef. Het bevat gedeeltelijk zijn memoires, maar ook recepten en anekdotes. Daarnaast verschenen kookboeken van zijn hand.